# Coetus der reformierten Prediger Ostfrieslands

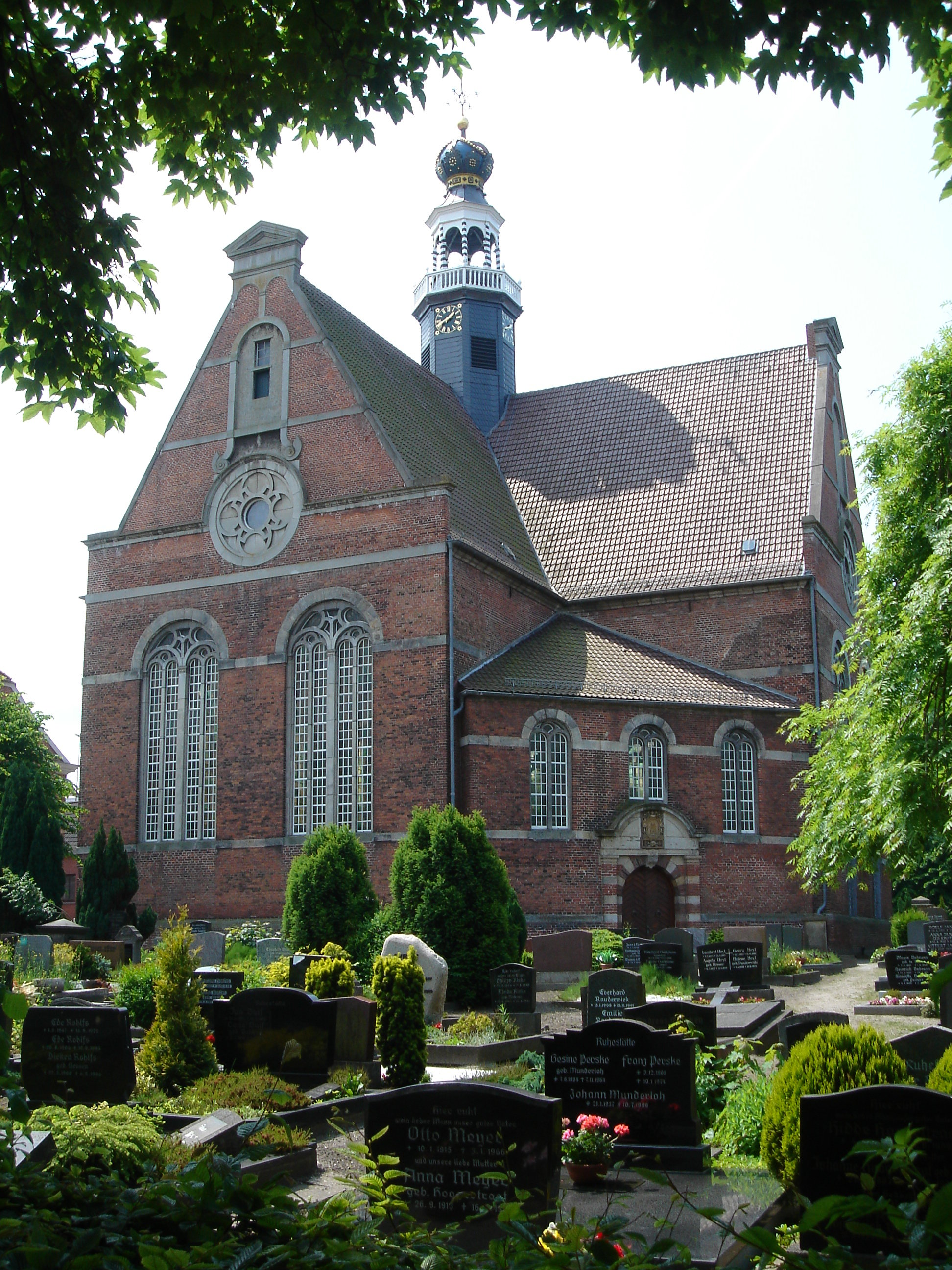
Die Neue Kirche in Emden, Tagungsort des Coetus der reformierten Prediger Ostfriesland

Der Coetus (lateinisch für Versammlung, Zusammentreffen) der reformierten Prediger Ostfrieslands ist die Zusammenkunft der Prediger. Er gilt als die älteste Pastorenvereinigung innerhalb der Evangelischen Kirche in Deutschland (EKD). Gegenwärtig hat er zwischen 60 und 70 Mitglieder. Tagungsort ist die Neue Kirche in Emden.

## Geschichte
Der Coetus der reformierten Prediger Ostfrieslands wurde 1544 von dem Theologen Johannes a Lasco gegründet. Lasco war seit 1542 Superintendent in Ostfriesland. Das Land gliederte sich in einen calvinistischen Westteil und einen lutherischen Ostteil, bis dahin weitgehend ohne politische Lenkung.
Zudem gab es so kurz nach der Reformation keine geregelte Ausbildung von protestantischen Theologen, deren Hauptteil katholische Priester waren, die zum neuen Glauben übergetreten waren. Daneben gab es aber auch selbsternannte Prediger, die Empfehlungsschreiben anderer Gemeinden vorzeigten.
Lasco begann nun Visitationen durchzuführen, ob die Prediger wirklich dem rechten Glauben anhingen. Zu diesem Zweck gründete er 1544 den Coetus als Versammlung aller Prediger der Gesamtkirche. Bis 1590 gehörten auch die Lutheraner dem Coetus an. Hier sollte die Einheit der Lehre gewährleistet werden, insbesondere beim Abendmahl. Dies gelang jedoch auf Dauer nicht. Der Coetus ist seit 1590 Versammlung allein der reformierten Pastoren, hat aber keine Jurisdiktionsgewalt. Als solcher besteht er bis heute.
Anfangs fanden die wöchentlichen Versammlungen an verschiedenen Orten statt, bis die Emder Gasthauskammer im ehemaligen Franziskanerkloster fester Tagungsort wurde, später die Neue Kirche in Emden. Die Tagungen fanden ab dem ersten Dienstag nach Ostern den Sommer hindurch bis zum Dienstag nach dem Michaelistag statt. Unter Menso Alting gab sich der Coetus 1576 eine neue Ordnung, die den Coetus als kirchenleitendes Organ auf presbyterial-synodaler Grundlage vorsah. Verschiedene lutherische Pastoren und Graf Edzard II. unterschrieben die neue Ordnung jedoch nicht, was die Entwicklung zweier Konfessionskirchen in einem Territorium förderte. Am 3. Juni 1583 verbot Graf Edzard den Coetus, der unter seinem reformiert gesinnten Bruder Johann II. in seinen Ämtern Leer und Stickhausen sowie im Amt Greetsiel aber fortgeführt wurde. Nach dem Tod Johanns im Jahr 1591 hob Edzard den Coetus in ganz Ostfriesland auf und versuchte, sein Herrschaftsgebiet für die lutherische Kirche zu gewinnen, was jedoch nur zu einer weiteren Polarisierung der beiden Konfessionen führte. In den Emder Konkordaten von 1599 wurden das reformierte und das lutherische Bekenntnis als gleichberechtigt anerkannt.